# Helle Simonsen
Helle Simonsen, gift Kaldal Risager, född 27 juni 1976, är en inte längre aktiv dansk handbollsspelare.

## Landslagskarriär
Helle Simonsen spelade 39 landskamper och gjorde 95 mål för Danmark. Hon debuterade 20 februari 1996 mot Sverige i en match Danmark vann med 28-22. Främsta framgången var att hon deltog i Världsmästerskapet i handboll för damer 1997, som Danmark vann. Hon var också med i EM året efter där Danmark tog en silvermedalj. Sista landskampen spelade hon i EM mot Norge den 17 december 1998. Under elitåren representerade Helle Simonsen först LSU Saeby 1995–1997 och sedan Viborg HK 1997–2001. Efter karriären tillhörde hon staben i Viborg till 2013.